# Cycloctenidae
Cycloctenidae é uma família de aranhas araneomorfas, considerada como em incertae sedis.

## Descrição
A família é endémica da Nova Zelândia e Austrália, com a excepção do género Galliena que ocorre em Java.

## Sistemática
A família Cycloctenidae integra 36 espécies descritas repartidas por 5 géneros, entre os quais merecem destaque os géneros Cycloctenus, com 17 espécies, e Toxopsiella, com 12 espécies:
- Anaua Forster, 1970 (Nova Zelândia)
- Cycloctenus L. Koch, 1878 (Austrália, Nova Zelândia)
- Galliena Simon, 1898 (Java)
- Plectophanes Bryant, 1935 (Nova Zelândia)
- Toxopsiella Forster, 1964 (Nova Zelândia)